# Bandera de Loja (Ecuador)
La bandera de la ciudad de Loja y del cantón Loja fue adoptada el 16 de octubre de 1963 por el Concejo Cantonal de Loja. Se compone de un rectángulo de proporción 4:7 que se divide en 5 franjas.
- La primera y la quinta franja son de color rojo, y simbolizan la lealtad y el sacrificio de los lojanos; además también simboliza la sangre derramada por los héroes de la patria.
- La segunda y la cuarta franja tienen la mitad de proporción que las anteriores, son azules, y representan a los ríos Zamora y Malacatos.
- La franja central es del mismo tamaño de las rojas; es de color amarillo, que representa las riquezas de la ciudad.[1]